# Grande sinagoga de Varsóvia

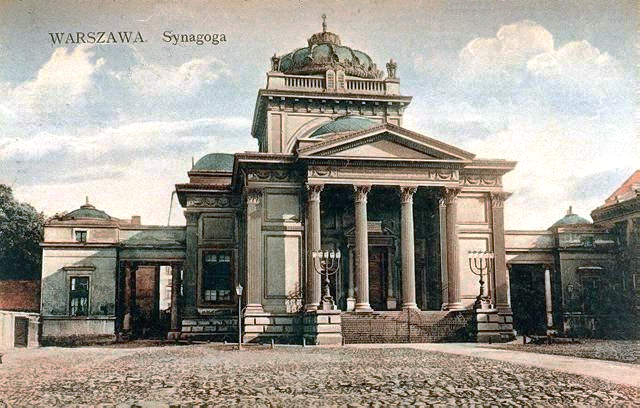
Grande sinagoga de Varsóvia

A Grande Sinagoga de Varsovia (em polaco: Wielka Synagoga w Warszawie) foi a maior sinagoga de Varsovia em Polónia dantes da Segunda Guerra Mundial e uma das maiores do mundo nesse momento.
A Grande Sinagoga foi construída pela comunidade judia de Varsovia entre 1875 e 1878 em cale-a Tłomackie, no extremo suroriental do distrito no que aos judeus se lhes permitiu estabelecer pelas autoridades imperiais russas. O arquitecto principal foi Leandro Marconi.
Após o levantamento do gueto de Varsovia, o 16 de maio de 1943 as SS dinamitaron o edifício. O mesmo não foi reconstruído após a guerra. No entanto, um modelo da Grande Sinagoga de Varsovia é preservado e exibido em Beit Hatfutsot desde 1980.

## Veja-se também
- Sinagoga
- Torá
- Religiões abraâmicas
- Beth Hatefutsoth